# 陳倉区
陳倉区（ちんそう-く）は中華人民共和国陝西省宝鶏市に位置する市轄区。

## 行政区画
- 街道:虢鎮街道、東関街道、千渭街道
- 鎮:陽平鎮、千河鎮、磻渓鎮、天王鎮、慕儀鎮、周原鎮、賈村鎮、県功鎮、新街鎮、坪頭鎮、香泉鎮、赤沙鎮、拓石鎮、鳳閣嶺鎮、釣渭鎮

## 交通

### 鉄道
- 中国国家鉄路集団
  - 隴海線、宝中線
    - 虢鎮駅

### 道路
- 高速道路
  -  連霍高速道路
  -  銀昆高速道路
  -  宝鶏過境高速道路
- 国道
  - G244国道（中国語版）
  - G310国道（中国語版）